# Calliphora gratiosa
Calliphora gratiosa este o specie de muște din genul Calliphora, familia Calliphoridae. A fost descrisă pentru prima dată de Jacques-Marie-Frangile Bigot în anul 1877. Conform Catalogue of Life specia Calliphora gratiosa nu are subspecii cunoscute.